# ماثيو فوغارتي
ماثيو فوغارتي (بالإنجليزية: Mathew Fogarty)‏ هو لاعب كرة الريشة أمريكي، ولد في 30 أكتوبر 1956.

## وصلات خارجية
- ماثيو فوغارتي على موقع BWF.tournamentsoftware.com (الإنجليزية)
- ماثيو فوغارتي على موقع BWFbadminton.com (الإنجليزية)
- ماثيو فوغارتي على موقع GSA (الإنجليزية)